# Hel van het Mergelland 2007
L'Hel van het Mergelland 2007, trentaquattresima edizione della corsa, valido come evento dell'UCI Europe Tour 2007 categoria 1.1, si svolse il 7 aprile 2007 su un percorso di 187,5 km. Fu vinto dal belga Nico Sijmens, che terminò la gara in 4h 46' 02" alla media di 39,331 km/h.
Dei 185 ciclisti alla partenza furono 73 a portare a termine la competizione.

## Ordine d'arrivo (Top 10)
| Pos. | Corridore        | Squadra         | Tempo    |
| ---- | ---------------- | --------------- | -------- |
| 1    | Nico Sijmens     | Landbouwkrediet | 4h46'02" |
| 2    | Sergej Lagutin   | Navigators Ins. | a 1"     |
| 3    | Niki Terpstra    | Team Milram     | s.t.     |
| 4    | Preben Van Hecke | Predictor       | a 3"     |
| 5    | Björn Glasner    | Regiostrom      | a 5"     |
| 6    | Josep Jufre Pou  | Predictor       | a 7"     |
| 7    | Michael Blaudzun | Team CSC        | s.t.     |
| 8    | Jean-Paul Simon  | Flanders        | s.t.     |
| 9    | Jelle Vanendert  | Choc. Jacques   | s.t.     |
| 10   | Robert Gesink    | Rabobank        | s.t.     |